# Hybanthus denticulatus
Hybanthus denticulatus H.E.Ballard, Wetter & N.Zamora – gatunek roślin z rodziny fiołkowatych (Violaceae). Występuje naturalnie w Hondurasie, Nikaragui, Kostaryce oraz Panamie. 

## Morfologia
PokrójZimozielone drzewo lub krzew. Dorasta do 1–7 m wysokości.
LiścieBlaszka liściowa ma eliptyczny kształt. Mierzy 4,5–13 cm długości, jest piłkowana na brzegu, ma klinową nasadę i spiczasty wierzchołek. Przylistki są równowąskie i osiągają 5 mm długości. Ogonek liściowy jest nagi.
KwiatyZebrane w skąpo ukwiecone gronach wyrastających z kątów pędów. Mają działki kielicha o lancetowatym kształcie i dorastających do 5 mm długości. Płatki są okrągławe, mają białą barwę oraz 6–12 mm długości.
OwoceTorebki mierzące 10 mm długości, o kształcie od kulistego do elipsoidalnego.

## Biologia i ekologia
Rośnie w lasach, na wysokości do 800 m n.p.m.